# Bergandoorn
De bergandoorn (Stachys recta) is een aromatisch geurende, vaste plant die behoort tot de lipbloemenfamilie (Labiatae of Lamiaceae). Het is een plant van kalkhoudende grond die onder meer voorkomt langs rivieren. De plant komt van nature voor van Spanje tot Klein-Azië en de Kaukasus. De bergandoorn komt in Nederland zeer zeldzaam voor op zandige hogere plaatsen langs het oostelijk deel van Rijn en Waal en aan de Gelderse IJssel. De plant is mogelijk aangevoerd vanuit Duitsland.
De bergandoorn wordt 25-70 cm hoog. De stengel is zwak behaard en het blad ruwbehaard. Het 2-5 × 0,5-2 cm grote blad is langwerpig-lancetvormig en heeft een gezaagde rand.
De bergandoorn bloeit van juni tot september met 1-2 cm lange, geelwitte bloemen, die paarse strepen op de onderlip hebben. De bloeiwijze bestaat uit twee zes- tot tienbloemenige schijnkransen, die een schijnaar vormen. De driehoekige kelk is behaard en heeft een stekelpuntje.
De vrucht is een vierdelige splitvrucht. De rondachtige, kastanjebruine splitvruchtjes zijn ongeveer 2 mm groot.

## Ecologie
De rupsen van het andoorndikkopje (Carcharodus lavatherae) hebben de bergandoorn als waardplant en leven van de vruchten en de bladeren.